# Willie Allen
Willie Allen (Rockville, 8 febbraio 1949) è un ex cestista e agricoltore statunitense, professionista nella ABA.

## Carriera
Dopo la carriera universitaria alla University of Miami venne selezionato dai Baltimore Bullets al quarto giro del Draft NBA 1971 con la 60ª scelta assoluta. Giocò 7 partite nella ABA nel 1971-72 con i Floridians, segnando 13 punti. Terminò la carriera giocando alcune stagioni in Belgio.